# Alf Björklund
Alf Johan Björklund, född 21 november 1939 i Petalax, är en finländsk geolog.
Björklund blev filosofie doktor 1971. Han var professor vid universitetet i Bahia 1977–1979. Åren 1980–1986 ledde han avdelningen för geokemi vid Geologiska forskningscentralen. Han var 1986-1989 biträdande professor i geologi och mineralogi vid Åbo Akademi och blev 1989 professor. Han gick i pension 2004.
Björklund har publicerat arbeten främst rörande geokemisk prospektering och miljögeokemi. 